# 盛り塩

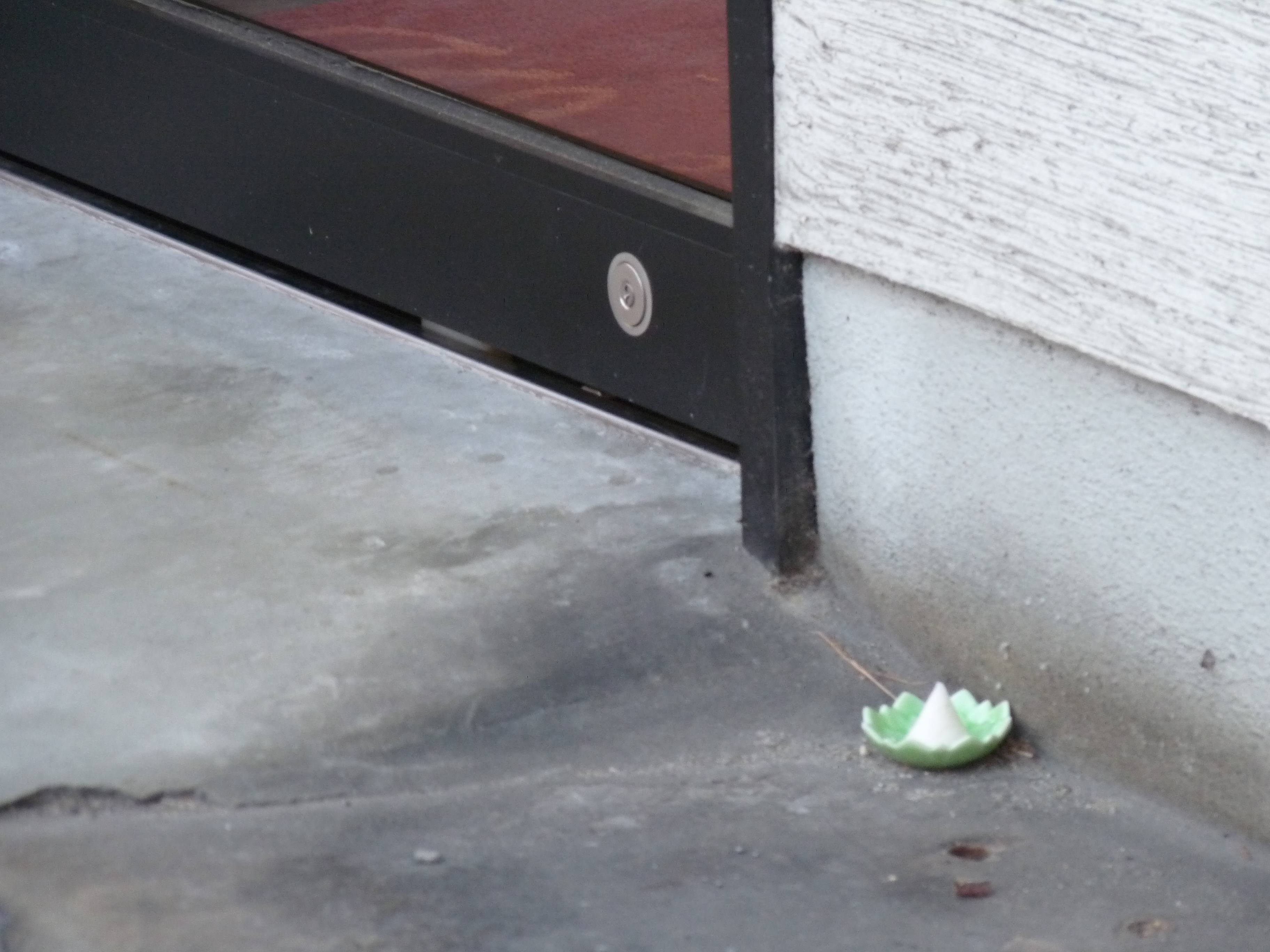
盛り塩

盛り塩（もりしお、もりじお）は、塩を三角錐型あるいは円錐型に盛り、玄関先や家の中に置く風習である。

## 概要
主に縁起担ぎ、厄除け、魔除けの意味を持つ。
岩塩などを盛り塩皿に盛り、塩固め器などの器具を用いて三角錐や円錐に盛る。敷板が併せて用いられることもある。
キッチンやトイレ等の水回り、高すぎる場所・床に直接置く事は良くないとされる。

## 由来

### 日本由来説
日本の盛り塩の風習は、奈良・平安時代には既にあったとされる。
盛り塩の由来は神事・葬送儀礼から来たのではないかとする見方がある。葬送儀礼では葬式後に塩を撒く風習があり、また神道の方では神棚に盛り塩を供えるといった風習があるためである。これは塩が清浄や生命力の更新といった意味合いがあるからである。日本では『古事記』に海水で禊ぎ・祓いをした記載があり、これを潮垢離（しおごり）と言う。
以下、盛り塩の意義を大きく2つに分けると、
- 人寄せのための縁起担ぎとしての盛り塩
- 神事・葬送儀礼としてのお清めの塩、また神に捧げる神聖な供え物としての塩

となる。正確な由来は茫漠としており判明としないが、日本においては神事・仏事としての盛り塩から一般に広まったとするのが穏当と見られ、中国の故事由来説は話の面白さのために広まったのであろうと学者間で考えられている。ただ、神事・仏事のどちらが根本的な由来かはわからず、後代になるほど両者における意味合いが相交渉し、融合するため、明確には区別がしづらい。

### 中国由来説
盛り塩は西晋の初代皇帝の司馬炎が起源という説もある。
司馬炎は女色にふけったことでも知られる。三国統一以前の泰始9年（273年）7月には、詔勅をもって女子の婚姻を暫時禁止し、自分の後宮に入れるための女子を5千人選んだ。さらに呉を滅亡させた後の太康2年（281年）3月には、呉の皇帝であった孫晧の後宮の5千人を自らの後宮に入れた。合計1万人もの宮女を収容した広大な後宮を、司馬炎は毎夜、羊に引かせた車に乗って回った。この羊の車が止まったところの女性のもとで、一夜をともにするのである。そこで、宮女たちは自分のところに皇帝を来させようと、自室の前に竹の葉を挿し、塩を盛っておいた。羊が竹の葉を食べ、塩をなめるために止まるからである。この塩を盛るという故事が、日本の料理店などで盛り塩をするようになった起源とも言われている。なお、1万人の女性といっても、后などを世話する女官などの数も入っているため、実際に司馬炎が1万人の女性を相手にしたというわけではない。